# Berchemia
Berchemia é um género botânico pertencente à família Rhamnaceae.
São plantas trepadeiras ou pequenas árvores de tamanho médio que podem ser encontradas em África, Ásia e no continente americano.
Berchemia foi descrito por Neck. ex DC. e publicado em Prodromus Systematis Naturalis Regni Vegetabilis 2: 22–23, no ano de 1825. A espécie-tipo é Berchemia volubilis (L. f.) DC.
Berchemia foi nomeada em honra do botânico dos Países Baixos Berthout van Berchem.
Trata-se de um género reconhecido pelo sistema de classificação filogenética Angiosperm Phylogeny Website. O mesmo sistema aponta os seguintes géneros sinónimos:
- Phyllogeiton (Weberb.) Herzog
- Araliorhamnus H.Perrier

## Espécies
O género tem 71 espécies descrita e desta 47 são aceites. De seguida uma listagem parcial:
- Berchemia affinis
- Berchemia alnifolia
- Berchemia annamensis
- Berchemia berchemiaefolia (Makino) Nakai
- Berchemia cinerascens
- Berchemia discolor (Klotzsch) Hemsl. – Bird Plum
- Berchemia edgeworthii Lawson
- Berchemia elmeri C.K.Schneid.
- Berchemia flavescens (Wall. ex Roxb.) Brongn.
- Berchemia floribunda
- Berchemia formosana
- Berchemia giraldiana
- Berchemia hirtella H.T.Tsai & K.M.Feng
- Berchemia hypochrysa
- Berchemia kulingensis
- Berchemia lineata (L.) DC.
- Berchemia longeracemosa Okuyama
- Berchemia microphylla
- Berchemia nana W.W.Smith
- Berchemia pakistanica
- Berchemia pauciflora
- Berchemia philippinensis
- Berchemia polyphylla
- Berchemia pubiflora
- Berehemia pyenantha
- Berchemia racemosa
- Berchemia scandens (Hill) K.Koch – Alabama Supplejack, Rattan Vine
- Berchemia sessiliflora
- Berchemia sinica
- Berchemia volubilis A.DC.
- Berchemia yunnanensis
- Berchemia zeyheri